# 張公庠
張公庠（?—?），字元善。宋朝政治人物。
宋仁宗皇祐元年（1049年）進士。嘉祐八年（1063年）爲秘書省著作佐郎。哲宗元符元年（1098年）知晉州。元符三年（1100年），知蘇州、卭州。晚年提舉南京鴻慶宮。著有《張公庠宮詞》一卷。